# Ansiktsigenkänning
Ansiktsigenkänning är en digital teknik för att automatiskt identifiera eller verifiera en person utifrån en digital bild eller en bild från en videokälla. Detta görs vanligen genom att utvalda ansiktsdrag från bilden jämförs med bilder på ansikten som samlats i en databas. Ansiktsigenkänning används normalt i säkerhetssystem tillsammans med andra biometriska identifieringsmetoder som till exempel fingeravtryck och irisigenkänning i ögon.
Tekniken bygger vanligen på algoritmer inom bildanalys. Det vanliga är att först använda en ansiktsdetektor för att först lokalisera ansikten. Det finns många olika metoder för ansiktsigenkänning, till exempel egenansikten, fisheransikten, local binary patterns, artificiella neurala nätverk med flera.